# Ibn al-Farid
ʿUmar ibn ʿAlī ibn al-Fāriḍ, (arabo: عمر بن علي بن الفارض) detto Ibn al-Fāriḍ (Il Cairo, 1181 – Il Cairo, 1235), è stato uno scrittore egiziano e maestro sufi.
Poeta e mistico egiziano. Rifiutò una offerta del sultano d'Egitto per la carica di giudice supremo (Qāḍī al-quḍāt), e si ritirò nella Moschea di al-Azhar del Cairo, per dedicarsi alle pratiche devozionali e al misticismo.
Il luogo della sua sepoltura sulla collina detta Muqaṭṭam, dove oggi sorge una moschea a lui intitolata, è ancora meta di pio pellegrinaggio.
L'esaltazione religiosa ed i prolungati digiuni gli favorirono frequenti stati di estasi, durante i quali riteneva di udire voci celesti. Le sue poesie gli diedero grande fama nel mondo arabo, dove viene considerato il più importante fra i poeti sufi.
Scrisse il famoso poema intitolato “Ode al vino” (in arabo khamriyya), in cui il vino diventa simbolo divino e l'ebbrezza da questo provocata è simbolo della conoscenza. Una raccolta delle sue poesie è stata pubblicata a Parigi nel 1855 con il titolo ‘Dīwān’ e, molto migliorata, da Giuseppe Scattolin.
L'opera tuttavia in assoluto principale è l'ode chiamata Naẓm al-sulūk, o "Il poema del progresso", meglio nota come Tāʾiyya al-kubrā, un componimento di 760 versi in cui i versi finiscono con la consonante araba Tāʾ. Essa è stata ampiamente studiata da studiosi italiani, da Di Matteo a Carlo Alfonso Nallino e, infine, da Giuseppe Scattolin.